# Mollera
Una mollera, torbera baixa, mullera, o torbera topògena és una torbera constituïda per ciperàcies i altres herbes, que es formen en indrets calcaris o silícics, amb aigua neutra o lleugerament bàsica, i rica en nutrients.
Les molses de les torberes baixes no són del tipus sphagnum i depenen solament de la humitat del sòl i no s'eleven per damunt del nivell de l'aigua al contrari del que fan les torberes altes i àcides.